# Accident du Tupolev Tu-124 d'Aeroflot
L'accident du Tupolev Tu-124 d'Aeroflot, aussi nommé miracle de la Neva est un amerrissage forcé sur le fleuve Neva à Léningrad (aujourd'hui Saint-Pétersbourg) le 21 août 1963.
Le Tupolev Tu-124 de la compagnie aérienne soviétique Aeroflot assurait un vol intérieur entre Tallinn et Moscou. Les pilotes parviennent à se poser en douceur sur la Neva qui traverse la ville de Léningrad. Aucune victime n'est à déplorer.

## Appareil
L'appareil était un Tupolev Tu-124.